# Erin Morley
Pour les articles homonymes, voir Morley.
 (décembre 2023).
La mise en forme du texte ne suit pas les recommandations de Wikipédia : il faut le « wikifier ».
Les points d'amélioration suivants sont les cas les plus fréquents. Le détail des points à revoir est peut-être précisé sur la page de discussion.
- Les titres sont pré-formatés par le logiciel. Ils ne sont ni en capitales, ni en gras.
- Le texte ne doit pas être écrit en capitales (les noms de famille non plus), ni en gras, ni en italique, ni en « petit »…
- Le gras n'est utilisé que pour surligner le titre de l'article dans l'introduction, une seule fois.
- L'italique est rarement utilisé : mots en langue étrangère, titres d'œuvres, noms de bateaux, etc.
- Les citations ne sont pas en italique mais en corps de texte normal. Elles sont entourées par des guillemets français : « et ».
- Les listes à puces sont à éviter, des paragraphes rédigés étant largement préférés. Les tableaux sont à réserver à la présentation de données structurées (résultats, etc.).
- Les appels de note de bas de page (petits chiffres en exposant, introduits par l'outil «  Source ») sont à placer entre la fin de phrase et le point final[comme ça].
- Les liens internes (vers d'autres articles de Wikipédia) sont à choisir avec parcimonie. Créez des liens vers des articles approfondissant le sujet. Les termes génériques sans rapport avec le sujet sont à éviter, ainsi que les répétitions de liens vers un même terme.
- Les liens externes sont à placer uniquement dans une section « Liens externes », à la fin de l'article. Ces liens sont à choisir avec parcimonie suivant les règles définies. Si un lien sert de source à l'article, son insertion dans le texte est à faire par les notes de bas de page.
- La présentation des références doit suivre les conventions bibliographiques. Il est recommandé d'utiliser les modèles {{Ouvrage}}, {{Chapitre}}, {{Article}}, {{Lien web}} et/ou {{Bibliographie}}. Le mode d'édition visuel peut mettre en forme automatiquement les références.
- Insérer une infobox (cadre d'informations à droite) n'est pas obligatoire pour parachever la mise en page.

Pour une aide détaillée, merci de consulter Aide:Wikification.
Si vous pensez que ces points ont été résolus, vous pouvez retirer ce bandeau et améliorer la mise en forme d'un autre article.
Erin Morley (née le 11 octobre 1980) est une soprano américaine.

## Premières années
Erin Morley est née à Salt Lake City, Utah, de David Palmer, médecin otorhino et ancien chanteur amateur du Tabernacle Choir, et d'Elizabeth Palmer, violon solo et concertmaster de l'Orchestre symphonique de Salt Lake.
Erin Morley a obtenu son diplôme de chant de premier cycle à l'Eastman School of Music, sa maîtrise en chant à la Juilliard School (elle travaille avec Edith Bers) et son diplôme d'artiste au Juilliard Opera Center. Morley s'est également formée à l' Opéra Théâtre de Saint Louis, au Ravinia Festival Steans Institute et à la Wolf Trap Opera Company.[réf. nécessaire]

## Carrière
Erin Morley s'est produite au Carnegie Hall et au Metropolitan Opera (Met) de New York, ainsi qu'à l'Opéra de Santa Fe où elle débute en 2010 dans La Flûte enchantée en tant que Reine de la nuit.[réf. nécessaire]
Le moment décisif de la carrière d'Erin Morley est survenu lorsqu'elle a remplacé à la dernière minute la soprano prévue pour chanter Sophie dans Der Rosenkavalier au Metropolitan Opera au cours de la saison 2013-2014, prestation saluée comme « un succès majeur ». Elle a été décrite par le New York Times comme une « soprano limpide et fluide », une « clarté soyeuse » et une « précision à l'aiguille »,. Au Met, elle chante encore Olympia dans Les Contes d'Hoffmann, Eurydice dans l'opéra éponyme de Matthew Aucoin (2021), Pamina dans La Flûte enchantée (2023), Constance dans Dialogues des carmélites (2019), Gilda dans Rigoletto (2022), Sophie dans Werther en 2020.
A l'Opéra de Paris, elle débute au Palais Garniier en octobre 2014 dans Konstanze (Die Entführung aus dem Serail), puis, à l'Opéra Bastille, en Sophie (Der Rosenkavalier) en 2016. En septembre 2018, elle fait ses débuts, alors qu'elle est enceinte de 34 semaines, dans Le Martyre de saint Sébastien de Debussy avec le Deutsches Symphonie-Orchester Berlin.
Excellente pianiste, Erin Morley excelle dans le répertoire classique, belcantiste mais aussi contemporain, dans le Lied et la musique symphonique.[réf. nécessaire]

## Vie privée
Erin Morley est marié à John D. Morley, professeur de droit à Yale, et ils ont trois enfants,. Elle est membre de l'Église de Jésus-Christ des saints des derniers jours.

## Récompenses et honneurs
En 2007, elle reçoit le prix Florence & Paul DeRosa du Juilliard Opera Center. Elle a remporté le 1er prix au Concours Jessie Kneisel Lieder en 2002, la 1ère place au Concours de la Fondation Licia Albanese-Puccini en 2006, la 3ème place au Concours international de chanson Wigmore Hall de Londres en 2009 et a reçu la Richard Tucker Career Grant en 2013,. La production du Met Opera de Der Rosenkavalier, mettant en vedette Morley dans le rôle de Sophie, a été nommée pour le Grammy Award 2019 du meilleur enregistrement d'opéra. En 2022, elle a partagé un Grammy Award de la meilleure performance chorale pour son travail en tant que soliste dans la Symphonie n°8 de Mahler, interprétée avec l'Orchestre philharmonique de Los Angeles sous la direction de Gustavo Dudamel.
Erin Morley a été faite chevalière dans l'ordre des arts et des lettres par la ministre de la Culture française Rima Abdul Malak en 2023 et la décoration lui a été remise à Paris le 5 février 2024.

## Discographie
- Meyerbeer, Les Huguenots (Marguerite de Valois), dir. Leo Botstein (2010)
- Nielsen, Symphonies no 2 et 3, NY Philhamonic, dir. Alan Gilbert (2012)
- Gounod, La Colombe (Sylvie), dir. Sir Mark Elder (2015, Opera rara)
- Haendel, Le Messie (extraits), dir. Martin Jarvis (2016)
- Händel, Alcina (Morgana), dir. Marc Minkowski (2024)

## Vidéographie
- Aucoin, Eurydice, opéra en 3 actes, livret de Sarah Ruhl (Erin Morley dans le rôle d'Eurydice, Joshua Hopkins dans le rôle d'Orphée, Jakub Józef Orliński dans le rôle du double d'Orphée, Barry Banks dans le rôle d'Hadès, Nathan Berg dans le rôle du père d'Eurydice, dirigé de Yannick Nézet-Séguin ), diffusion vidéo HD d'un live au Metropolitan Opera le 4 décembre 2021 [12]
- Wagner, Götterdämnerung (Woglinde), dir. Fabio Luisi, DVD Met (2012)
- Mozart, La Finta Giardiniera (rôle titre), dir. Emmanuelle Haïm, DVD (2014)
- Mozart, Die Entführung aus dem Serail (Konstanze), dir Ph. Jordan (2014, Medici)
- Offenbach, Les Contes d'Hoffmann (Olympia), dir Yves Abel, Met on Demand (2015)
- Strauss, Der Rosenkavalier (Sophie), dir. Sebastian Weigle, Met on Demand (2017)